# Associação Esportiva Jataiense
L'Associação Esportiva Jataiense, noto anche semplicemente come Jataiense, è una società calcistica brasiliana con sede nella città di Jataí, nello stato del Goiás.

## Storia
Il club è stato fondato il 10 gennaio 1952. Ha vinto il Campeonato Goiano Segunda Divisão nel 2002. Il Jataiense ha partecipato al Campeonato Brasileiro Série C nel 2004, dove è stato eliminato alla prima fase, e nel 2006, dove è stato eliminato alla seconda fase.

## Palmarès

### Competizioni statali
- Campeonato Goiano Segunda Divisão: 2

2002, 2020